# Vairumati
Vairumati ist ein Ölgemälde von Eugenè Henri Paul Gauguin. Es ist 73,5 mal 92,5 cm groß. Der Maler hat es 1897 zur Zeit seines zweiten Tahiti-Aufenthalts gemalt. Das Gemälde stellt eine Inselbewohnerin, posierend auf einem ornamentierten Stuhl dar. Das Werk befindet sich im Pariser Musée d’Orsay.

## Beschreibung des Gemäldes
Auf dem Gemälde Vairumati sind drei Frauen dargestellt, eine im Vordergrund und zwei im Hintergrund. Die Tahitianerin im Vordergrund sitzt auf einem facettenreich dargestellten goldenen Stuhl. Dieser Detailreichtum steht im starken Kontrast zu der Einfachheit des Hintergrundes. Wie in den meisten tahitianischen Werken Gauguins sind diese Figuren mit freiem Oberkörper dargestellt. 
Ein weiterer Bildbestandteil ist ein Vogel, der sich durch ein hellgelbliches Federkleid und einen angelegten Kopf mit orangefarbenem Schnabel hervorhebt. Mit seinen Krallen hält er eine schwarze Eidechse fest. Im hinteren Teil des Bildes ist die Vegetation einfach und in den Sekundärfarben Rot-Orange, Gelb und Grün gehalten. Die Technik des Sfumato kann anhand der nach hinten zunehmend geringeren Detaildichte wahrgenommen werden. Während die Vegetation lediglich durch viele einfache Pinselstriche dargestellt ist, weisen das Muster des Polsters und die Gravuren in der Lehne des Stuhls eine höhere Präzision auf.
Dieses Gemälde enthält Techniken des Sfumato, des Symbolismus und der abstrakten Malweise.

## Analyse und Bedeutung der Bildbestandteile

### Die Rolle der Vairumati
Viele Betrachter erkennen in der Zusammenstellung der Bildmotive eine weitgehende anti-kolonialistische Einstellung des Künstlers.
Das Bild ist nach einer Inselbewohnerin aus der ozeanischen Mythologie benannt, die dem Kriegsgott Oro, als dieser die Insel besuchte, als Geschenk gemacht wurde.
Unter Betrachtung der Vergangenheit Tahitis kann man eine Parallele ziehen, die womöglich Aufschluss über Gauguins Aussage gibt. Als im Jahre 1767 die ersten Kolonisten unter dem britischen Offizier und Kapitän Samuel Wallis nach Tahiti kamen, bot sich den Schiffsbesatzungen ein regelrecht „paradiesisch[er]“ (Calmels, 1994, S. 89) Eindruck der gänzlich uneuropäischen Lebensweise des Inselvolkes. Vor allem die sexuelle Freizügigkeit der Tahitianerinnen begeisterte die überwiegend männlichen Kolonisten. Dieses überraschend offenherzige Verhalten, das das tahitianische Volk pflegte,  kann damit in Verbindung gesetzt werden, dass die mit gewaltigen Schiffen die Insel erreichenden Europäer, an den mythologischen Oro anlehnend, gottgleich gestellt wurden. Somit stünde die Vairumati in Gauguins Gemälde symbolisch für das ausgenutzte, weibliche Volk Tahitis. Es ist auch bekannt, dass Gauguin starke Kritik an der rücksichtslosen Vorgehensweise der Kolonisten übte.
Welche verheerenden Auswirkungen die Kolonialzeit jedoch tatsächlich auf das tahitianische Volk haben würde, konnte sich wahrscheinlich nicht einmal der Künstler vorstellen. Der ungewollte Import mehrerer Krankheiten, wie Syphilis, Masern und Pocken, sowie die Einführung von Alkohol dezimierten die anfängliche Bevölkerungszahl von geschätzt 150.000 Personen bis ins Jahr 1830 auf eine Ureinwohnerzahl von nur noch 8000 Menschen. Neben dieser dramatischen Entwicklung verdrängten Missionare ab 1797 einen Großteil der ursprünglichen Kultur, verbreiteten europäische Moralvorstellungen und das Christentum, was Paul Gauguin schon zu früher Zeit bemerkte.
Es ist fraglich, ob der Künstler die weibliche Freizügigkeit tatsächlich kritisieren wollte. Das Gemälde wirkt zu harmonisch und insgesamt zu ansprechend, um sie als Missstand darzustellen. Vielmehr bietet Gauguin in diesem Werk eine realistische Darstellung der Freizügigkeit der Frauen in Tahiti. Die Rolle der Vairumati im Bild erscheint daher eher als ein Ausdruck seiner Bewunderung für die Schönheit der tahitianischen Frauen.

### Die Rolle des seltsamen Vogels und der Eidechse
Um herauszufinden, weshalb Gauguin dieses symbolhaft erscheinende Motiv in Vairumati darstellte, muss man seine damalige Psyche berücksichtigen und weit über die Küsten Tahitis hinausschauen.
Einleitend ist zu sagen, dass es interessant zu beobachten ist, dass Vögel im Allgemeinen in einer Vielzahl von Religionen und Mythologien Anhang finden.
Es ist wahrscheinlich, dass Gauguin bei der Darstellung des im Bild enthaltenen Vogels durch seine eigene Religion, das Christentum, beeinflusst wurde. Die meisten Menschen sind mit dem Bild der Taube mit dem Ölzweig im Schnabel vertraut. Der Ursprung dieses Bildes findet sich in der Bibel, im 1. Buch Mose, Kapitel 8, 6–12.
Die bekannte Geschichte besagt, dass Noach, der in Gottes Auftrag eine gewaltige Arche baute, um jede einzelne Tierart in Anbetracht der bevorstehenden Sintflut das Überleben zu ermöglichen. Bereits lange nach der großen Flut, als die Erde aber noch unter Wasser stand, schickte Noach eines Tages eine Taube aus, um zu erfahren, ob es wieder irgendwo auf der Welt ein Stück Land gäbe. Als die Taube schließlich mit einem Ölzweig im Schnabel wiederkehrte, wusste Noach, dass es für ihn und seine tierischen Passagiere Hoffnung gab, und Gott den Menschen ihre Sünden verziehen hatte.
Symbolisch gesehen steht dieser Vogel mit dem Zweig heute noch für Hoffnung und Frieden.
Ähnlich wie die biblische Taube vertritt die Taube auch in der griechischen Mythologie eine positive Rolle, da sie oftmals als Attribut für die Göttinnen der Liebe verwendet wurde.
Die Darstellung des Vogels im Gemälde Vairumati offenbart einen Sieg über die Eidechse unter ihr. Wenn man nun davon ausgeht, der Vogel stünde für das Gute, so müsste man schlussfolgern, dass die Eidechse unter ihm das Böse symbolisiert. Man könnte sie eventuell mit der Schlange aus dem alten Testament vergleichen, die Adam und Eva dazu verleitete, einen Apfel von dem von Gott verbotenen Baum zu essen. Das lässt vermuten, dass hier der Schlange/der Eidechse eine dem Vogel gegensätzliche Rolle zugeschrieben wurde.
In der ozeanischen Mythologie, sprich der Mythologie des südpazifischen Ozeans, in dem auch Tahiti liegt, lassen sich ähnliche Merkmale wiederfinden.
Laut der Legende liegt der Ursprung der gesamten Menschheit in einem gewaltigen Vogelei, welches von der sagenhaften Schlange Ndegei ausgebrütet wurde. Als die Schale des Eis schließlich zersprang und die Menschen aus den Bruchstücken hervortraten, besaßen diese fortan einen göttlichen, guten und einen irdischen, bösen Anteil.
Hier verkörpert der Vogel, der das Ur-Ei gelegt hatte, demnach das Gute, die Schlange hingegen wieder das Böse.
Eine andere ozeanische Legende erzählt
von den früheren Menschen, denen es möglich war, sich zu häuten, um nicht zu altern. Als jedoch eines Tages eine Mutter nach einer Häutung nicht mehr von ihren eigenen Kindern wiedererkannt wurde, entschloss sie sich, ihre alte Haut wieder überzuziehen, was allerdings strengstens verboten war. Die Strafe für die Menschen bestand nun darin, dass es ihnen unmöglich wurde, sich zu häuten. Damit trat für alle Menschen der Tod ins Leben, da sie den Akt der Verjüngung nicht mehr betreiben konnten.
Es ist möglich, dass Gauguin dieser Mythos bekannt war, zumal er viel über die tahitianische Mythologie von seiner Geliebten Tehura gelernt hatte. Er malte das Bild Vairumati, als ihn bereits starke körperliche Beschwerden quälten. Möglicherweise symbolisiert die besiegte Eidechse unter dem Vogel auch die Unmöglichkeit einer mythologischen Häutung und somit die Hoffnungslosigkeit auf die Genesung von seinen Blessuren und Erkrankungen.
Die am plausibelsten erscheinende Erklärung, welche Absicht Paul Gauguin mit dem behandelten Bildmotiv verfolgte, liegt anderswo. Um diese Frage zu beantworten, muss man einerseits ein weiteres Gemälde des Künstlers berücksichtigen und zweitens die Mythologie eines weit entfernten Landes miteinbeziehen. Kurz vor seinem Selbstmordversuch 1898 malte Gauguin fernab von jeglicher Zivilisation noch das bedeutende Werk Woher kommen wir? Wer sind wir? Wohin gehen wir?, welches den Lebenslauf einer Inselbewohnerin von der Geburt bis zum Tod darstellt.

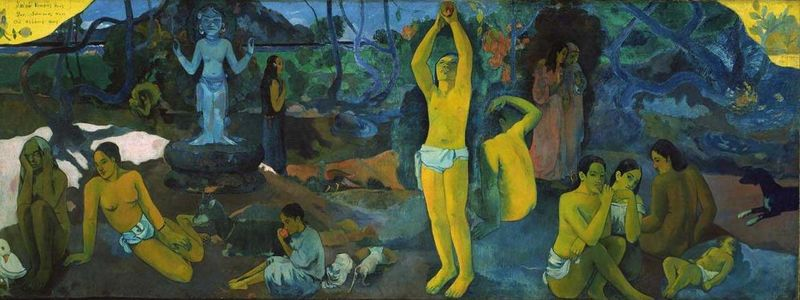
Woher kommen wir? Wer sind wir? Wohin gehen wir? (1897)

Der bemerkenswerteste Aspekt des Gemäldes ist, dass sich dasselbe Symbol des Vogels und der Eidechse, welches Gauguin erstmals in Vairumati darstellte, auch hier in der linken unteren Bildhälfte wiederfindet. Es schließt das Bild hier insofern ab, als es sich als letztes Motiv nach der stark gealterten Tahitianerin wiederfindet. Auf dieses Bild lässt sich einerseits der ozeanische Mythos beziehen, der die Sterblichkeit der Menschen in Abhängigkeit vom Verbot der Häutung behandelt. Zudem erinnert die gealterte Frau regelrecht an den Gauguin der 90er Jahre, einen psychisch und physisch leidenden Mann, der deprimiert auf den Tod wartete.
1898 schrieb Gauguin einige wenige Sätze bezüglich der Bildmotive seines Werkes Woher kommen wir? Wer sind wir? Wohin gehen wir?:
„Ein seltsamer, weißer Vogel, eine Eidechse zwischen den Krallen, symbolisiert die Nichtigkeit leerer Worte.“
Diese Passage gibt weitgehend Aufschluss über die Intention des Vogels, sie deutet auch auf Gauguins baldige zunehmend gleichgültigere Einstellung hin. Der Begriff „seltsam“ lässt einige Fragen offen, deren Antworten man wiederum woanders suchen muss.
Unter Betrachtung von Gauguins Verfassung kann man eine Verbindung zwischen dem Symbol des Vogels und der Eidechse und  einer Göttergestalt aus der indischen Mythologie ziehen. Man kann annehmen, dass Gauguin bei der Darstellung dieses Bildmotivs vom sagenhaften Garuda inspiriert war, einem den Menschen freundlich gesinntem Wesen, welches oftmals als Mensch mit Vogelkopf und Flügeln dargestellt wurde. Garuda, wie so viele andere Vögel auch, symbolisiert das Gute und ist somit den Menschen ein Freund. Was in besonderem Maße auffällt, ist, dass es heißt:
Garuda bekämpfe Schlangen, die die Menschen daran hindern, auf eine höhere und nicht irdische Existenzebene, wie etwa den körperlichen, aber nicht spirituellen Tod, aufzusteigen.
Dieser Mythos lässt sich hervorragend auf Gauguins letzte Lebensjahre beziehen. Es ist bekannt, dass der psychisch angeschlagene Künstler nach seinem fehlgeschlagenen Suizidversuch sein Schicksal auf gleichgültige Weise akzeptierte und deprimiert auf seinen Tod wartete. Wenn diese Theorie bezüglich der Symbolik des Motivs korrekt ist, dann sollte der Vogel in Woher kommen wir? Wer sind wir? Wohin gehen wir? und auch in Vairumati, ähnlich der biblischen Friedenstaube, ein Symbol der Hoffnung sein.

## Provenienz
Ab 1898 befand sich das Kunstwerk in der Sammlung des französischen Kunsthändlers Ambroise Vollard. Später gelangte es in die Sammlung des japanischen Sammlers Matsukata Kōjirō. Im Jahr 1959 wurde das Kunstwerk im Rahmen des Friedensvertrags mit Japan vom Staat als Abtretung übernommen. Anschließend wurde es dem Musée du Louvre in Paris zugewiesen, wo es von 1959 bis 1986 in der Galerie nationale du Jeu de Paume ausgestellt war. Ab 1986 wurde das Kunstwerk schließlich dem Musée d’Orsay in Paris zugewiesen.

## Ausstellungen
- Eröffnungsausstellung Französischer Kunst – The California Palace of the Legion of Honor, San Francisco, 1924–1925
- Les origines de l'art contemporain – Maison d'art alsacienne – 1947 Gauguin Ausstellung zum 100-jährigen Jubiläum – Musée de l'Orangerie, Paris, 1949
- French symbolist painters: Moreau, Puvis de Chavannes, Redon and their followers – Hayward Gallery, London, 1972
- French symbolist painters: Moreau, Puvis de Chavannes, Redon and their followers – Walker Art Gallery, Liverpool, 1972
- The old Matsukata Collection City museum, Kobe, 1989
- Paris in the late 19th century – National Gallery of Australia, Canberra, 1996–1997
- Paris in the late 19th century – Queensland Art Gallery, Brisbane, 1997
- Gauguin-Tahiti: L'atelier des tropiques Galeries nationales du Grand Palais – Paris, 2003–2004
- Gauguin-Tahiti: L'atelier des tropiques – Museum of Fine Arts, Boston, 2004
- De Cézanne à Picasso, chefs-d'oeuvre de la galerie Vollard – Musée d’Orsay, Paris, 2007
- Prêt exceptionnel – Musée des Beaux-Arts, Tournai, 2010–2011
- Gauguin: Artist as Alchemist – The Art Institute of Chicago, Chicago, 2017
- Gauguin l'Alchimiste – Galeries nationales du Grand Palais, 2017–2018